# Ватапваамгыткин
Ватапваамгыткин — озеро в Нижнеколымском районе Якутии, Россия. Расположено на крайнем севере Колымской низменности, к востоку от озера Илиргыткин.
Площадь поверхности — 38,6 км². Площадь водосборного бассейна — 1720 км². Имеет форму овала, удлинённого в меридиональном направлении. Длина водоёма — 10,6 км, максимальная ширина — 4,4 км. Высота над уровнем моря — 0,6 м. Длина береговой линии — 29,1 км.
В озеро впадает река Ватапваам, берущая начало в болотах к юго-западу и протекающая через озёра Этаплигыткин и Илиргыткин. Вытекает также Ватапваам и далее течёт на север в Восточно-Сибирское море.
Берега низкие, заболоченные, покрыты тундровой растительностью.

## Топографические карты
- Лист карты R-57-XV,XVI оз. Илиргыткин. Масштаб: 1 : 200 000. Состояние местности на 1973 год. Издание 1989 г.